# Aqueduc

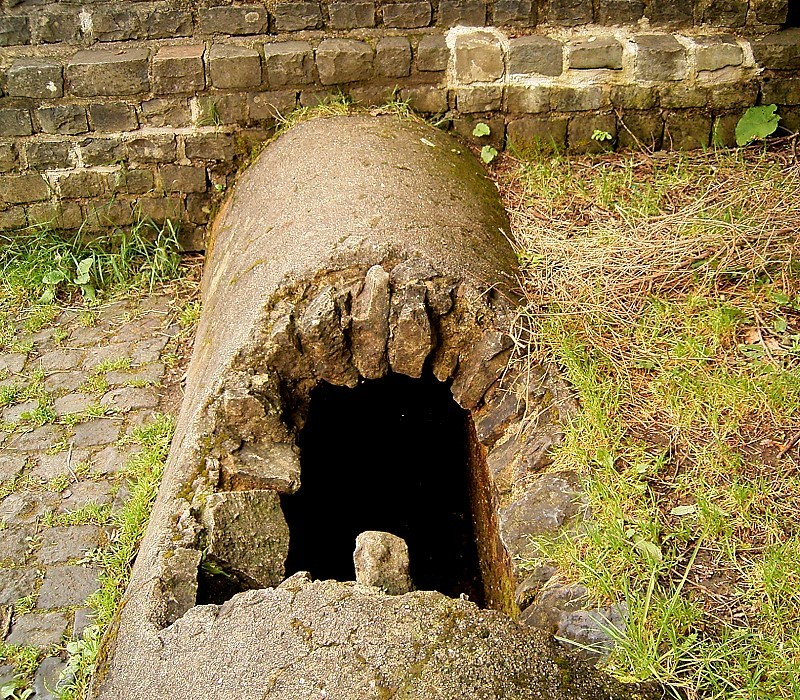
L'aqueduc de l'Eifel en Allemagne.

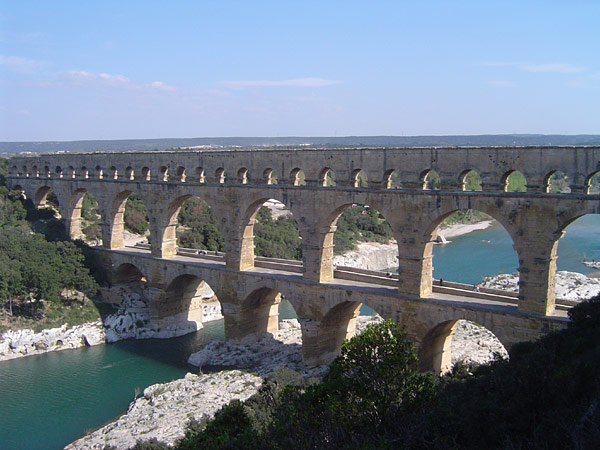
Le pont du Gard avec l'aqueduc romain de Nîmes qui passe à son sommet.

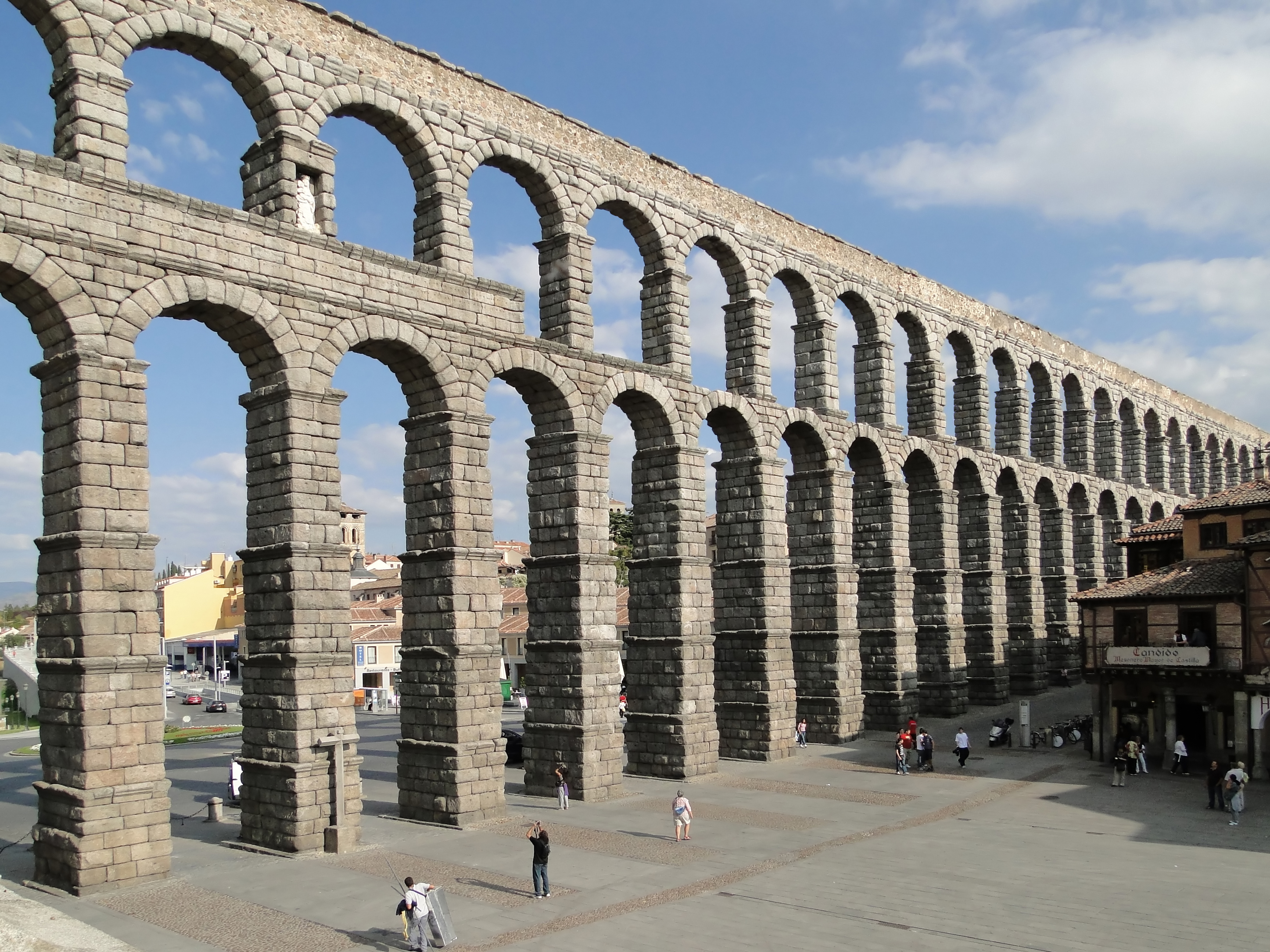
Aqueduc de Ségovie (Espagne).

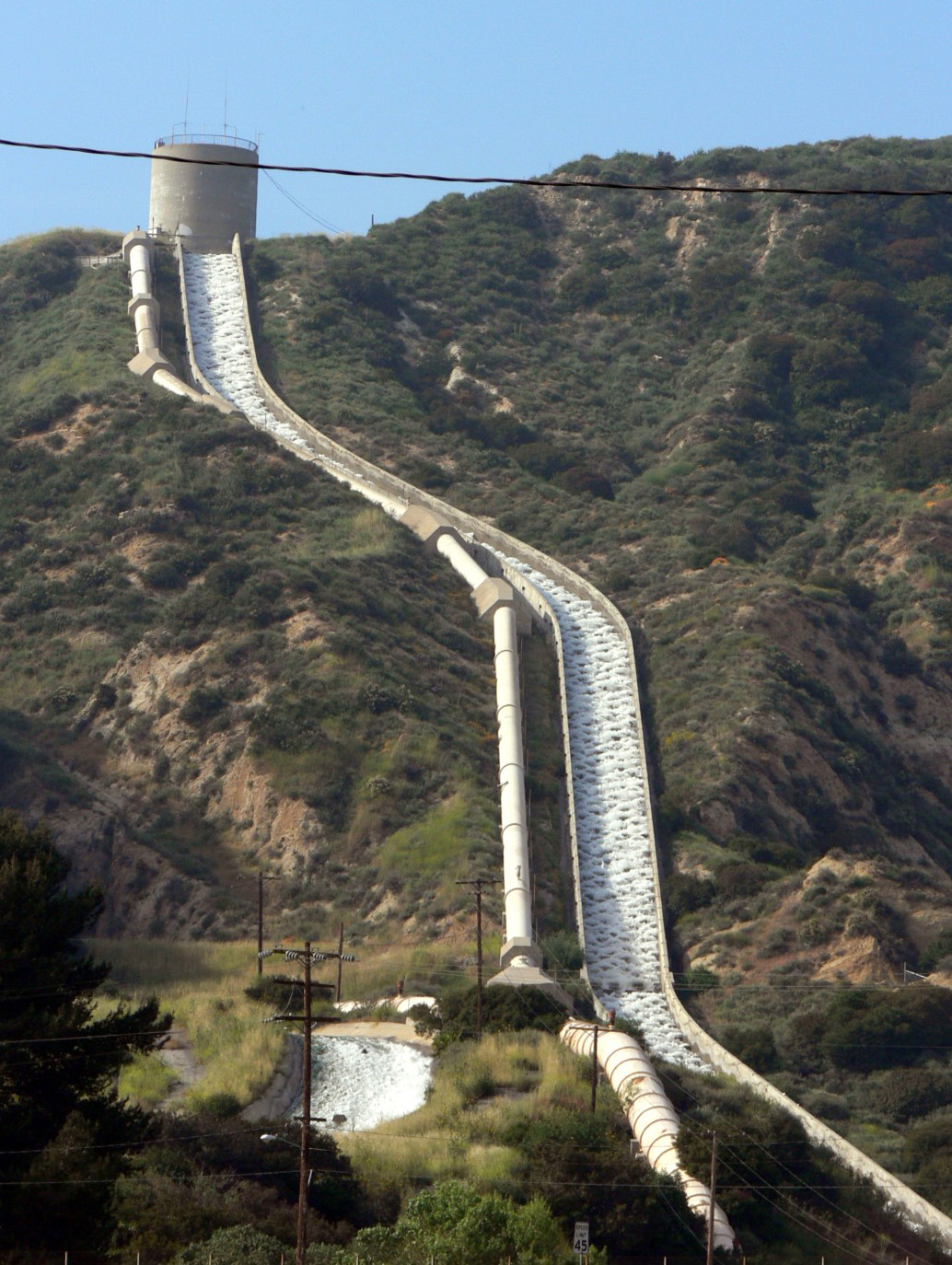
Les cascades de l'aqueduc de Los Angeles (Californie).

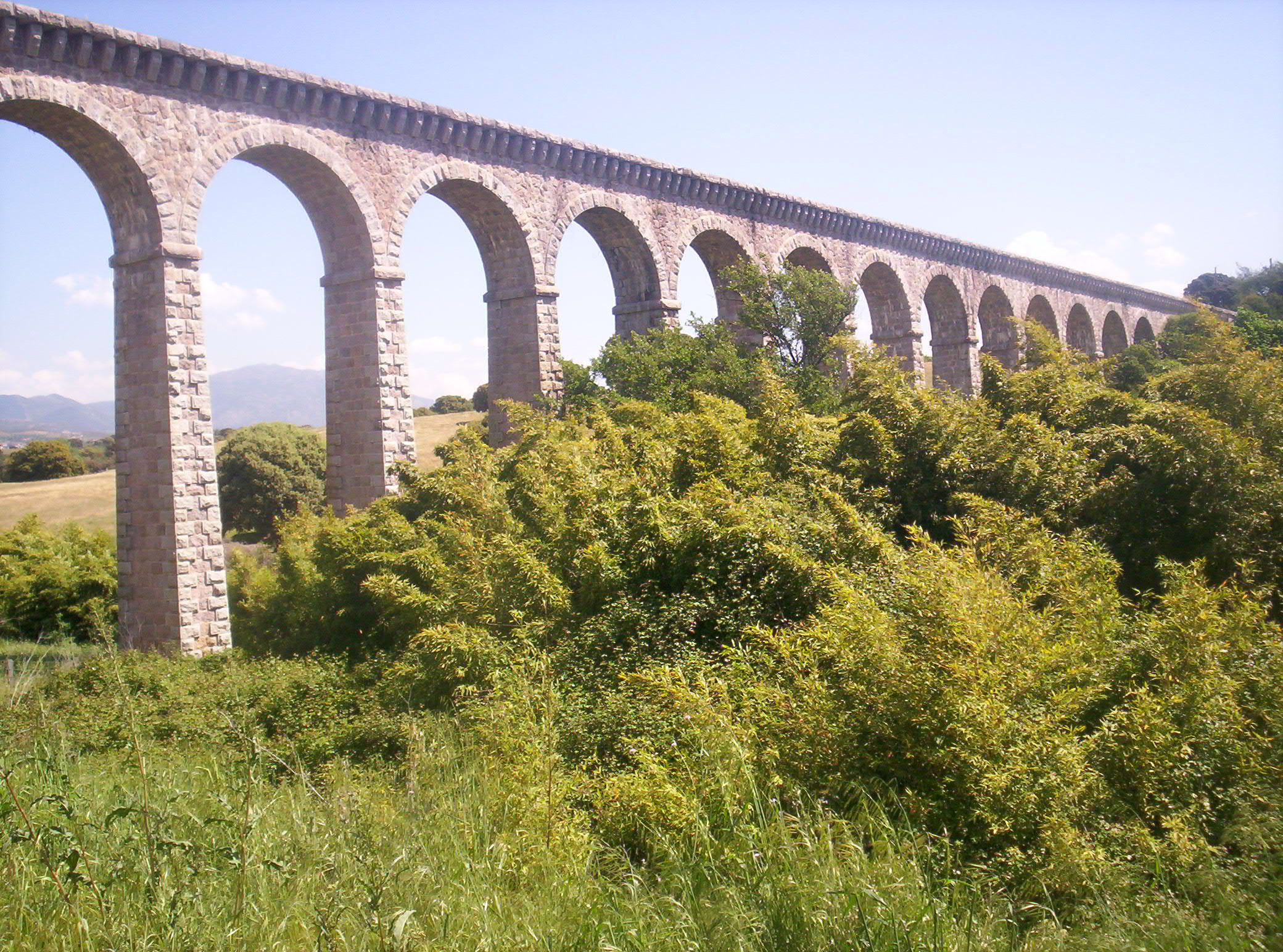
L'aqueduc de Mezzavia, à Ajaccio (Corse-du-Sud), ouvrage du canal de la Gravona.

Un aqueduc est un canal destiné à l'adduction d'eau pour la consommation d'une ville.
Le mot aqueduc est un emprunt tardif (XVIe siècle) au latin aquae ductus (aussi aquaeductus), de aqua (« eau ») et de ductus (dérivé de ducere, « conduire », lui-même tiré de duco). Aqueduc a pu désigner toutes canalisations destinées à conduire les eaux, toutefois ce sens ancien s'est oblitéré, aqueduc ne désignant plus que les ouvrages antiques monumentaux en maçonnerie et les constructions modernes de génie civil destinés principalement à alimenter les villes en eau.

## Les premiers aqueducs
Les premiers systèmes d'alimentation en eau sont apparus probablement en même temps que les premiers habitats urbanisés situés loin de rivières, ainsi pour alimenter la ville de Cnossos en Crète, au milieu du IIe millénaire av. J.-C.
D'abord simples conduits ou tuyaux permettant d'amener l'eau, les aqueducs vont se développer au fur et à mesure des progrès techniques permettant la construction d'ouvrages d'art :
- tunnels permettant aux canaux de franchir des hauteurs de collines importantes ;
- tranchées faites dans des collines quand leur hauteur n'est pas importante ;
- ponts-aqueducs nécessaires pour franchir des vallons ou des bras de mer en conservant une pente constante ;
- ponts-siphons (siphons inversés) pour passer des vallons importants avec mise en charge des conduites.

On trouve le creusement de tunnels parmi les aménagements hydrauliques faits par les Hébreux pour l'alimentation en eau de la ville forteresse de Megiddo. De même, la Bible raconte les aménagements d'Ézéchias de la source de Gihon avec le percement d'un tunnel pour alimenter le bassin de Silwan, à Jérusalem, en 700 av. J.-C, afin d'assurer la défense de la ville contre Sennachérib.
Sennachérib a fait construire un aqueduc pour alimenter la ville de Ninive pour lequel il a fait construire un pont-aqueduc à Jerwan de 280 m de longueur. Il est le plus ancien connu. Cette technique a été utilisée par les Phéniciens pour amener de l'eau douce du Kasimieh à Tyr. Des Phéniciens, cette technique serait passée aux Grecs et aux Étrusques, puis aux Romains.

## Les aqueducs romains

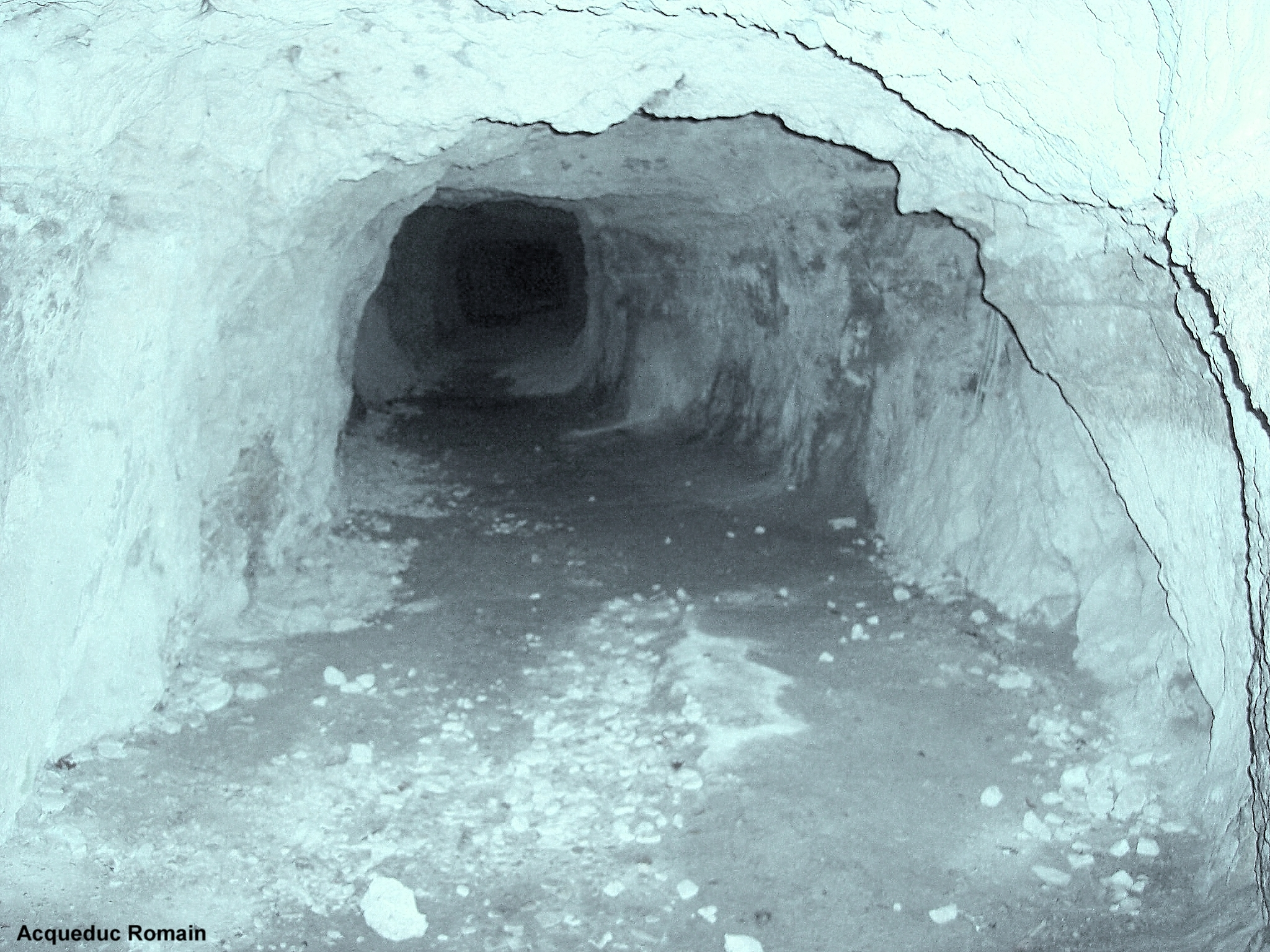
Exemple de tunnel : l'aqueduc romain de Briord de 200 mètres de long (Ain).

Les aqueducs anciens utilisaient la simple force de la gravité pour acheminer l'eau : il suffisait de donner un léger dénivelé aux conduites pour que l'eau coule vers sa destination. L'inconvénient était que, pour passer une colline, il fallait soit la contourner, soit creuser un tunnel ; de même, pour passer une vallée, il fallait construire un pont ou utiliser un siphon. Les libratores, ingénieurs topographes qui définissaient le cheminement des aqueducs, étaient passés maîtres en la matière et en particulier l'Arlésien Quintus Candidus Benignus.

### Siphons
Le siphon, qui permet de franchir une vallée sans construction d'un pont, fonctionne sur le principe des vases communicants. Il est constitué d’un canal en pierre emboitées ou d'une conduite en plomb avec, en amont un réservoir de chasse et en aval un réservoir de fuite, placé plus bas que le premier. L’eau se déverse dans le réservoir de chasse, passe par le canal ou la conduite qui traverse la vallée, et s'écoule dans le réservoir de fuite grâce à la différence d'altitude. Ce réservoir alimente l'aqueduc qui reprend son écoulement naturel. 
Pour les quatre aqueducs de Lyon, les Romains ont construit huit siphons, dont un double. Quatre ponts-siphons et six réservoirs subsistent aujourd'hui. Les aqueducs de Rome ne comportaient aucun siphon et seule une trentaine sont connus dans le reste du monde antique, dont trois seulement ont laissé des traces, en Turquie.

### Puits de rupture de pente
Lorsque l'aqueduc est implanté sur de fortes pentes, les ingénieurs romains (en) conçoivent une série de structures de ralentissement du débit de l'eau, évitant ainsi les dommages causés au canal par cette forte déclivité. Ces structures sont des puits de rupture de pente, appelés aussi puits de chute : l'eau de la conduite amont parvient au sommet d'un puits rectangulaire, effectue une chute et s'évacue par la conduite aval aménagée au bas du puits.

### Vestiges
Il subsiste de nombreux vestiges significatifs des aqueducs romains, comme le pont du Gard en France, l'aqueduc de Ségovie en Espagne, l'aqueduc de Carthage en Tunisie, l'aqueduc de Jouy-aux-Arches près de Metz, etc. Cependant, l'essentiel du parcours de ces aqueducs était souterrain (cf. photo) et beaucoup moins spectaculaire.
La canalisation qui fournissait l'eau à Fréjus, dans le Var (41 567 m de long, 515 m de dénivelé, 300 l/s), encore partiellement en service, était souterraine sur la plus grande partie de son trajet, mais empruntait l'aqueduc de Mons peu avant son extrémité, de façon à garder une hauteur suffisante pour alimenter un château d'eau au point le plus haut de la ville.

## Les aqueducs modernes
Les canaux de transport d'eau modernes s'apparentent plutôt à des pipelines, sur le même modèle que les oléoducs ou que les gazoducs : l'eau est mise en surpression par des pompes, ce qui la propulse dans la conduite de métal, de section circulaire. Ceci permet notamment de s'affranchir d'une partie des accidents de terrain et à l'occasion d'envoyer l'eau à une altitude supérieure à celle où elle est captée. Certains canaux empruntent des ouvrages inspirés de ceux des Romains :
- aqueduc de Mont-Saint-Pont, Braine-l'Alleud (Belgique, 1855) ;
- aqueduc de la Minette, Rennes (1882) ;
- Aqueduc de la Vanne, Paris (fin du XIXe siècle) ;
- aqueduc de l'Avre, Paris (1893) ;
- aqueduc de Los Angeles, Los Angeles (XXe siècle) ;
- aqueduc du Päijänne, Helsinki (1972-1982) ;
- spéléodrome de Nancy, Villers-lès-Nancy (1899-1906).

## Aqueducs remarquables
- Aqueduc de Roquefavour, à Ventabren (1842-1847), le plus haut pont-aqueduc en pierre du monde.
- Aqueduc de Jerwan, construit par Sennachérib vers -688 pour l'alimentation de Ninive, le plus vieux pont-aqueduc connu.
- La conduite forcée (siphon inversé) de l'aqueduc hellénistique du Madradag qui alimente l'acropole de Pergame (actuellement en Turquie), qui comporte un dénivelé de presque 200 m, le plus important de l'Antiquité, construit dans la première moitié du IIe siècle av. J.-C.[8].
- Dans la commune de Valle di Maddaloni se trouve l’aqueduc Carolino construit par Luigi Vanvitelli pour apporter l’eau des sources du Mont Taburno jusqu’au Palais Royal de Caserte et inséré dans la liste des patrimoines de l’humanité par l’UNESCO. L’œuvre a nécessité 16 ans de travaux et le soutien des savants et des mathématiciens les plus estimés du royaume de Naples, suscitant, pendant toute la durée de sa réalisation, l’attention de l’Europe entière, Elle est reconnue comme l’une des œuvres architecturales et d’ingénierie les plus importantes du XVIIIe siècle.

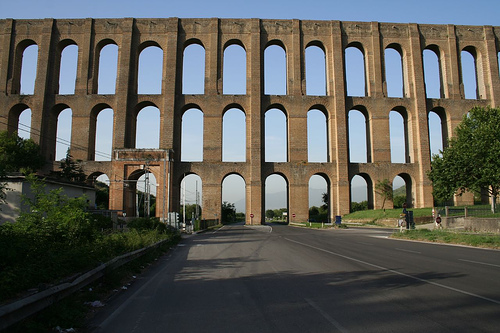
Aqueduc de Vanvitelli en Campanie

## Fuites sur aqueducs
Des approches soucieuses de l'environnement sont basées sur l'utilisation de gaz traceur, inerte (hélium) et éventuellement renouvelable (hydrogène). Des détecteurs de gaz ultra sensibles permettent de localiser sans difficulté les points d'épanchement. Certains de ces gaz traceurs sont homologués en tant qu'additifs alimentaires E939 et E949, ce qui les rend particulièrement adaptés à ces tâches délicates.